# کاروانسرای منصوریه
کاروانسرای منصوریه مربوط به دوره قاجار است و در شیراز، بافت قدیم، خیابان احمدی شمالی، ابتدای بین الحرمین، انتهای بازارچه منصوریه واقع شده و این اثر در تاریخ ۳۰ بهمن ۱۳۸۶ با شمارهٔ ثبت ۲۰۸۷۶ به‌عنوان یکی از آثار ملی ایران به ثبت رسیده است.